# Western (ligne bleue nord du métro de Chicago)
Pour les articles homonymes, voir Western (homonymie).
Ne doit pas être confondu avec Western (ligne bleue sud du métro de Chicago), Western (ligne rose du métro de Chicago), Western (ligne brune du métro de Chicago) ou Western (ligne orange du métro de Chicago).
Western est une station aérienne de la Milwaukee Elevated de la ligne bleue du métro de Chicago. 
La station de style Art déco a ouvert ses portes en 1895 sur le réseau de la Metropolitan West Side Elevated entre Logan Square et le Loop (Wells Street).
Western a été rénové en 2001 afin de la rendre notamment accessible aux personnes à mobilité réduite tout en gardant sa façade d’origine aujourd’hui protégée au registre national des lieux historiques. 
1 285 265 passagers l’ont utilisée en 2008.
Il ne faut pas la confondre avec l'autre station Western de la ligne bleue ouverte en 1958 qui se trouve sur la partie sud (Congress Branch) vers Forest Park.

## Les correspondances avec lebus
Avec les bus de la Chicago Transit Authority :
- #49 Western (Owl Service - Service de nuit)
- #X49 Western Express
- #56 Milwaukee
- #73 Armitage

## Dessertes
| Nord/Ouest             |  |             |  | Sud/Est                |
| ---------------------- |  | ----------- |  | ---------------------- |
| California vers O'Hare |  | ligne bleue |  | Damen vers Forest Park |
| modifier sur Wikidata  |  |             |  |                        |